# Prosinec
Prosinec je podle gregoriánského kalendáře dvanáctý a poslední měsíc v roce. Má 31 dní. Jeho český název se odvozuje od praslovanského slovesa prosinoti, který znamená prosvítat či probleskovat. Slunce v tento měsíc často jen prosvítá mezi mraky. Lidová etymologie odvozuje název od slova prase, neboť v prosinci se konaly zabíjačky. Jindy poukazuje na slovo prosit s odkazem na vánoční koledování. V prosinci se také více jedla kaše z prosa. Jsou to však nepodložené výklady založené na podobnosti slov. V 16.–18. století Češi prosinec nazývali někdy jako vlčenec, patrně s odkazem na množstvím vlků, kteří se v zimním období spojovali do smeček a více útočili. Latinsky se měsíc nazývá december od latinského decem (tj. deset), neboť do roku 153 př. n. l. byl prosinec v římském kalendáři desátým měsícem v roce. Tento název přešel i do velké části evropských jazyků. 
Prosinec začíná stejným dnem v týdnu jako září. Podle židovského kalendáře připadá prosinec obvykle na měsíce kislev a tevet.
Astrologicky je Slunce asi první polovinu prosince ve znamení Hadonoše a zbytek měsíce ve znamení Střelce. V astronomických termínech začíná v souhvězdí Střelce a končí v souhvězdí Kozoroha.
Okolo 21. prosince nastává slunovrat, na severní polokouli začíná astronomická zima a je nejkratší den v roce. Na území České republiky, přesněji na průsečíku 50. rovnoběžky a 15. poledníku, má tento den 8 hodin a 4 minuty. Slunce vychází přibližně v 7.56 a zapadá v 16.00 hodin středoevropského času. Od této doby se pak délka dne až do dalšího slunovratu (okolo 21. června) prodlužuje. Na jižní polokouli vše probíhá opačně: den je nejdelší v roce a nastává léto. Během prosince nastávají některé meteorické roje, jako například Geminidy nebo Ursidy.
Podle meteorologických měření v pražském Klementinu byla od 18. století nejvyšší prosincová teplota zaznamenána 31. prosince 2022 (17,7 °C) a nejnižší 26. prosince 1853 (-24,8 °C). Průměrné prosincové teploty se v letech 1961–1990 pohybovaly od 0,9 do 2,8 °C. Z celého území České republiky byla nejvyšší teplota naměřena 5. prosince 1961 ve Fryčovicích na Frýdeckomístecku (19,8 °C) a nejnižší 21. prosince 1927 v Krásně nad Bečvou (-34 °C). Nejvíce srážek za den spadlo 1. prosince 1935 v Březníku na Šumavě (107,4 mm).
Teplotní průměr v prosincových dnech naměřený v Klementinu v letech 1961–1990:
V České republice připadají na 24.–26. prosince tři po sobě jdoucí státní svátky: Štědrý den, 1. svátek vánoční (Slavnost Narození Páně) a 2. svátek vánoční (Svátek svatého Štěpána).
Mezi 27. listopadem a 3. prosincem nastává první neděle adventní. Podle normy ISO 8601 se poslední týden počítá ke starému roku, pokud je čtvrtek ještě prosincový den. 
Podle prosince jsou pojmenovány některé události, které se v tomto měsíci odehrály. Z ruského názvu prosince декабрь (děkabr) je odvozen název děkabristé. Říkali si tak důstojníci petrohradských pluků, kteří se 14. prosince 1825 juliánského kalendáře pokusili o převrat v Rusku. Prosincová ústava z 21. prosince 1867 změnila Rakouské císařství na reálnou unii Rakousko-Uhersko. Mezi 10. a 17. prosincem 1920 proběhla v Československu Prosincová generální stávka, která byla reakcí na spor dvou frakcí v Československé sociálně demokratické straně dělnické. Bylo vyhlášeno stanné právo, zatčeno 3 000 demonstrantů a zastřeleno 14 dělníků. Když 14. prosince 1935 abdikoval československý prezident Tomáš Garrigue Masaryk, spojilo se 6 politických stran v tzv. Prosincový blok, který do nadcházející prezidentské volby jmenoval společného kandidáta Bohumila Němce proti Edvardu Benešovi.

## Pranostiky
- Studený prosinec – brzké jaro.

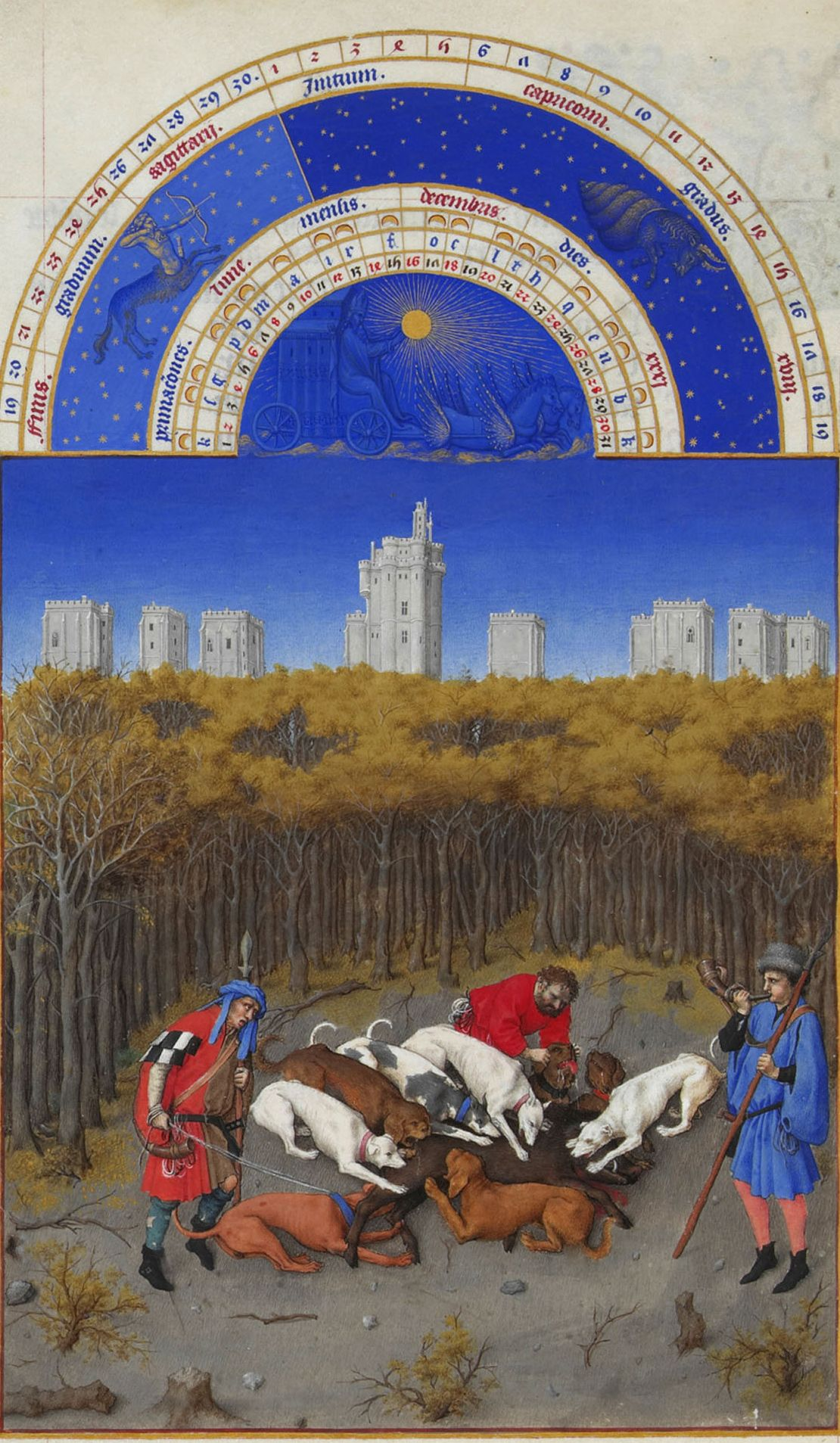
Prosinec (Přebohaté hodinky vévody z Berry)

- Prosinec, když je mu zima, halí se v bílý kožich.
- Vane-li v prosinci vítr východní, špatnou naději mají nemocní.
- Když prosinec bystří, po Vánocích jiskří.
- Je-li prosinec deštivý, mírný a proměnlivý, není se kruté zimy třeba báti.
- Prosinec proměnlivý a vlahý, nedělá nám zima těžké hlavy.
- Prosinec naleje a leden zavěje.
- Prýští-li ještě v prosinci bříza, nemívá zima mnoho síly.
- Mrazy, které v prosinci brzy ochabnou, znamenají zimu mírnou.
- Jaký prosinec, takové jaro.
- Jaký prosinec – takový červen.
- Hřmění v prosinci zvěstuje silné větry.
- Když v prosinci hrom ještě hučí, rok příští stále vítr fučí.
- Jaké zimy v prosinci, taková tepla v červnu.
- Je-li v prosinci Mléčná dráha jasně a zřetelně viděti, bude rok budoucí úrodný; je-li však částečně viditelná, nebude mnoho obilí a vína.
- Mléčná dráha v prosinci jasná, bude v příštím roce úroda krásná.
- Po studeném prosinci bývá úrodný rok.
- Není-li prosinec studený, bude příští rok hubený.
- Když v prosinci mrzne a sněží, úrodný rok na to běží.
- Mrazivý prosinec, mnoho sněhu, žíznivý roček bude v běhu.
- V prosinci-li zima, sníh-li hojně lítá, hojnost všady bývá žita.
- Prosinec se sněhem na pěšině, žitko je na každé výšině.
- Mnoho sněhu v prosinci – mnoho ovoce a trávy.
- Pošmourný prosinec, dobré je znamení pro sady, lučiny i všechno osení.
- Jsou-li v zimě po cestách ledy, podaří se výborně zelí.